# Wahyu Sulaeman Rendra

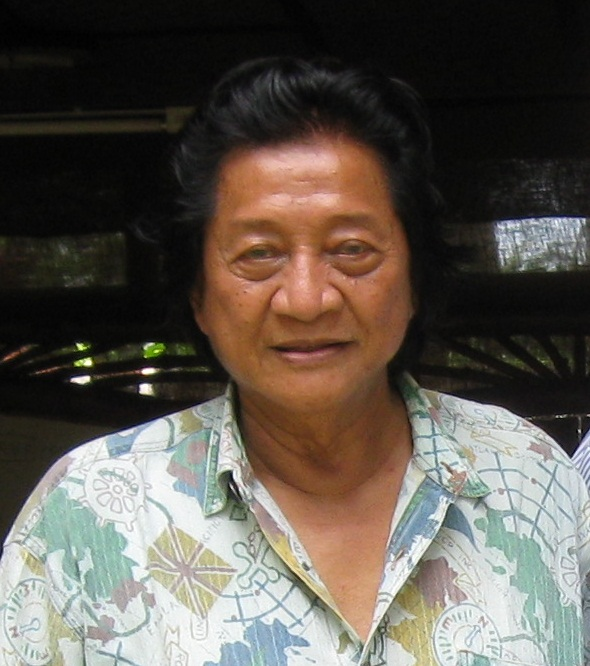
W.S. Rendra

Wahyu Sulaeman Rendra, eig. Willibrordus Surendra Broto Rendra (Surakarta, 7 november 1935 - Jakarta, 6 augustus 2009) was een Indonesisch dichter en toneelregisseur.
Rendra behoorde als dichter tot de groep "Angkatan '50". Als een van de weinige Indonesische dichters stond Rendra dikwijls op de kandidatenlijst voor de Nobelprijs voor de Literatuur. Hij verleende het Indonesisch een nieuwe dimensie door zijn lucide, schijnbaar simpel, maar zeer doeltreffend woordgebruik.
Na enkele jaren in de Verenigde Staten te hebben doorgebracht, keerde hij in 1966 terug naar Djokjakarta. Daar werd hij echter vooral bekend met het door hem opgerichte theatercollectief "Bengkel". Rendra was ook een vooraanstaand opponent van het regime van president Soeharto (1967-1998) en zat in 1978 enkele maanden in de gevangenis.

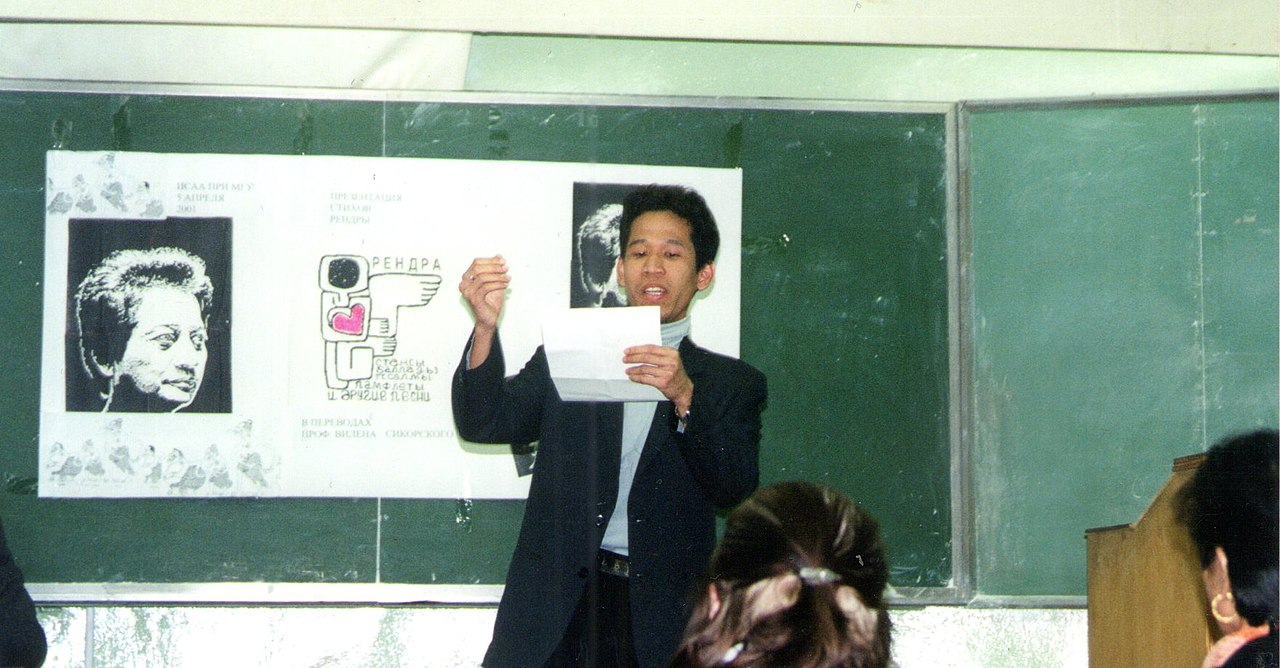
Poetry Reading on the birthday occasion of Indonesian poet Rendra at the Nusantara Society (Moscow) 5.4.2001

Rendra verzorgde diverse voordrachten in Nederland, zoals in 1991 tijdens het "Indonesië Nu Festival" in het Koninklijk Instituut voor de Tropen in Amsterdam.

## Werken (selectie)
- Balada Orang-orang Tertjinta (1957)
- Empat Kumpulan Sadjak (1961)
- Ia Sudah Bertualang dan tjerita-tjerita pendek lainnja (1963)